# Las dos caras del mal
Las dos caras del mal (título original: Confessions: Two Faces of Evil) es un telefilme estadounidense de drama y de 1994, dirigido por Gilbert Cates, escrito por Gy Waldron, musicalizado por Charles Fox, en la fotografía estuvo Alan Caso y los protagonistas son Jason Bateman, James Wilder y Arye Gross, entre otros. Este largometraje fue producido por Bruin Grip Services y Cates/Doty Productions; se estrenó el 17 de enero de 1994.

## Sinopsis
Del homicidio de un policía en Nochebuena se originan dos confesiones; la de Robert Paul Berndt, que tiene antecedentes penales significativos, y la de William Mothershed, un alumno de la facultad que no posee antecedentes.